# 莫斯卡利夫卡 (比洛吉里亞區)
49°57′5″N 26°21′27″E / 49.95139°N 26.35750°E
莫斯卡利夫卡（烏克蘭語：Москалівка），是烏克蘭西部的村莊，隸屬赫梅利尼茨基州的舍佩蒂夫卡區。該村面積0.09平方公里，海拔高度251米，2001年人口241。